# Yoon Jong-gyu
Yoon Jong-gyu (윤종규?; Yeongdeok, 20 marzo 1998) è un calciatore sudcoreano, difensore del Sangju Sangmu in prestito dal Seoul e della nazionale sudcoreana.

## Caratteristiche tecniche
È un difensore centrale.

## Carriera

### Club
Dal 2017 gioca con il Seoul nella K League 1, la massima divisione del campionato sudcoreano.
Nel 2023 passa in prestito al Sangju Sangmu durante il servizio di leva obbligatorio di due anni.

### Nazionale
Con la nazionale Under-17 sudcoreana ha preso parte al campionato mondiale di calcio Under-17 2015, con la nazionale Under-20 sudcoreana ha preso parte al campionato mondiale di calcio Under-20 2017.
Nel 2022 è arrivato secondo al campionato di calcio della Federazione calcistica dell'Asia orientale ed è stato convocato per il campionato del Mondo 2022.

## Statistiche

### Presenze e reti nei club
Statistiche aggiornate al 20 novembre 2022.
| Stagione        | Squadra         | Campionato      | Campionato | Campionato | Coppe nazionali | Coppe nazionali | Coppe nazionali | Coppe continentali | Coppe continentali | Coppe continentali | Altre competizioni | Altre competizioni | Altre competizioni | Totale | Totale | Totale |
| Stagione        | Squadra         | Comp            | Pres       | Reti       | Comp            | Pres            | Reti            | Comp               | Pres               | Reti               | Comp               | Pres               | Reti               | Pres   | Reti   |        |
| --------------- | --------------- | --------------- | ---------- | ---------- | --------------- | --------------- | --------------- | ------------------ | ------------------ | ------------------ | ------------------ | ------------------ | ------------------ | ------ | ------ | ------ |
| 2017            | Gyeongnam       | K2              | 5          | 0          |                 | -               | -               |                    | -                  | -                  |                    | -                  | -                  | 5      | 0      |        |
| 2018            | Seoul           | K1              | 5+2        | 0          | CC              | 0               | 0               |                    | -                  | -                  |                    | -                  | -                  | 7      | 0      |        |
| 2019            | Seoul           | K1              | 29         | 0          | CC              | 1               | 0               |                    | -                  | -                  |                    | -                  | -                  | 30     | 0      |        |
| 2020            | Seoul           | K1              | 17         | 0          | CC              | 1               | 0               | AFC CL             | 0                  | 0                  |                    | -                  | -                  | 18     | 0      |        |
| 2021            | Seoul           | K1              | 32         | 1          | CC              | 0               | 0               |                    | -                  | -                  |                    | -                  | -                  | 32     | 1      |        |
| 2022            | Seoul           | K1              | 32         | 1          | CC              | 5               | 0               |                    | -                  | -                  |                    | -                  | -                  | 37     | 1      |        |
| Totale Seoul    | Totale Seoul    | Totale Seoul    | 115+2      | 2          |                 | 7               | 0               |                    | 0                  | 0                  |                    | -                  | -                  | 124    | 2      |        |
| 2023            | Sangju Sangmu   | K2              | 0          | 0          | CC              | 0               | 0               |                    | -                  | -                  |                    | -                  | -                  | 0      | 0      |        |
| Totale carriera | Totale carriera | Totale carriera | 120+2      | 2          |                 | 7               | 0               |                    | 0                  | 0                  |                    | -                  | -                  | 129    | 2      |        |

### Cronologia presenze e reti in nazionale
| Cronologia completa delle presenze e delle reti in nazionale ― Corea del Sud | Cronologia completa delle presenze e delle reti in nazionale ― Corea del Sud | Cronologia completa delle presenze e delle reti in nazionale ― Corea del Sud | Cronologia completa delle presenze e delle reti in nazionale ― Corea del Sud | Cronologia completa delle presenze e delle reti in nazionale ― Corea del Sud | Cronologia completa delle presenze e delle reti in nazionale ― Corea del Sud | Cronologia completa delle presenze e delle reti in nazionale ― Corea del Sud | Cronologia completa delle presenze e delle reti in nazionale ― Corea del Sud |
| Data                                                                         | Città                                                                        | In casa                                                                      | Risultato                                                                    | Ospiti                                                                       | Competizione                                                                 | Reti                                                                         | Note                                                                         |
| ---------------------------------------------------------------------------- | ---------------------------------------------------------------------------- | ---------------------------------------------------------------------------- | ---------------------------------------------------------------------------- | ---------------------------------------------------------------------------- | ---------------------------------------------------------------------------- | ---------------------------------------------------------------------------- | ---------------------------------------------------------------------------- |
| 17-11-2020                                                                   | Maria Enzersdorf                                                             | Qatar                                                                        | 1 – 2                                                                        | Corea del Sud                                                                | Amichevole                                                                   | -                                                                            |                                                                              |
| 20-7-2022                                                                    | Toyota                                                                       | Cina                                                                         | 0 – 3                                                                        | Corea del Sud                                                                | EAFF 2022                                                                    | -                                                                            | 73’                                                                          |
| 23-9-2022                                                                    | Goyang                                                                       | Corea del Sud                                                                | 2 – 2                                                                        | Costa Rica                                                                   | Amichevole                                                                   | -                                                                            | 60’                                                                          |
| 11-11-2022                                                                   | Hwaseong                                                                     | Corea del Sud                                                                | 1 – 0                                                                        | Islanda                                                                      | Amichevole                                                                   | -                                                                            | 60’                                                                          |
| Totale                                                                       |                                                                              | Presenze                                                                     | 4                                                                            |                                                                              | Reti                                                                         | 0                                                                            |                                                                              |